# Padstow
Padstow (kornisch Lannwedhenek) ist eine kleine Hafenstadt im Norden der englischen Grafschaft Cornwall. Sie ist Sitz der Verwaltung der gleichnamigen Gemeinde. Die Stadtgemeinde hat 3162 Einwohner (2001).

## Geografie

### Lage

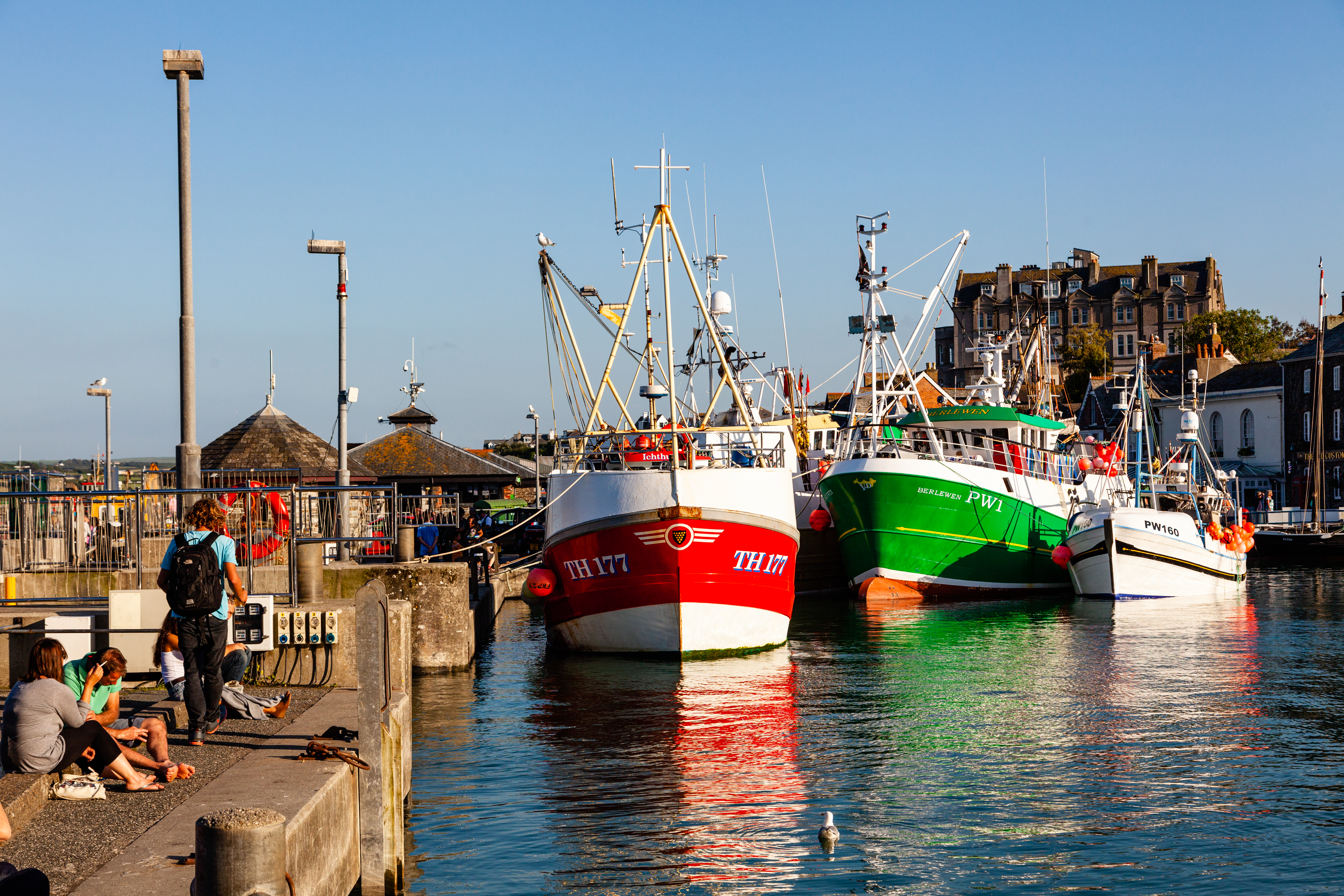
Fischtrawler im Hafen von Padstow

Padstow befindet sich am Westufer des Mündungstrichters des Flusses Camel, der nordöstlich der Stadt Camelford entspringt und bei Trebetherick zwischen Pentire Point und Stepper Point an der Padstow Bay in den Atlantischen Ozean mündet. Die Erreichbarkeit des Hafens von Padstow ist dabei stark vom Gezeitenstrom des Atlantik abhängig.
Bei Niedrigwasser (Ebbe) werden vor dem Ort die Sandbänke als freie Strandfälle sichtbar und größere Schiffe können den Hafen in dieser Zeit auch durch die Fahrrinne nicht anlaufen. Eine besonders gefährliche Untiefe, die Sandbank Doom Bar („Schicksalsbank“), liegt direkt an der Camel-Mündung in den Atlantik östlich von Steppers Point. Sie wurde schon vielen Schiffen zum Verhängnis.
Die offene See des Atlantischen Ozeans beginnt etwa vier Kilometer nördlich des Hafens von Padstow. Südöstlich der Hafenstadt befindet sich in ungefähr acht Kilometern Entfernung die Stadt Wadebridge, Hauptort des Districts North Cornwall. Weitere Städte in der Nähe sind Bodmin, sechzehn Kilometer im Südosten, und Newquay, sechzehn Kilometer südwestlich. Die Hauptstadt der Grafschaft Cornwall, Truro, ist 32 Kilometer von Padstow entfernt und liegt südwestlich der Stadt.
Zur Gemeinde Padstow gehören das Dorf Trevone an der Atlantikküste und einige kleine Weiler in der näheren Umgebung. Neben der Küste im Norden mit dem Kap Stepper Point grenzt Padstow westlich an St. Merryn, im Süden an St. Ervan und Little Petherick (auch St. Petroc Minor), südöstlich an St. Issey sowie im Osten, durch den Fluss Camel getrennt, an St. Minver.

### Klima
In Padstow herrscht wie in ganz Cornwall ein maritim gemäßigtes Klima, wobei es ganzjährig feucht ist und die Winter besonders mild sind.

## Geschichte
Das Gebiet um Padstow war bereits nach 2000 v. Chr. besiedelt. In dieser Zeit breitete sich die Glockenbecherkultur an den Küsten von Cornwall aus. Grabkammern dieser Kultur wurden an der Harlyn Bay westlich von Trevone entdeckt. Ab dem 1. Jahrhundert v. Chr. siedelten sich Veneter beim heutigen Padstow an und bauten Befestigungen auf der Halbinsel. Die Veneter waren ein keltischer Volksstamm aus dem gallischen Klein-Britannien, der heutigen Bretagne im Westen Frankreichs.

### Mittelalter

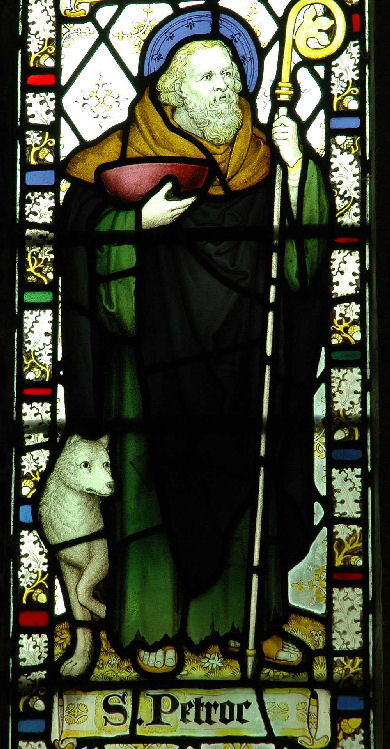
St. Petroc von Cornwall

Im 6. Jahrhundert n. Chr. gründete der aus Süd-Wales stammende Missionar Petrock (auch Petroc, kornisch Petrek) bei der Siedlung Lanwethinoc, dem späteren Padstow, ein Kloster. Der heute als lokaler Heiliger verehrte Petrock hatte in Irland Theologie studiert und lebte vom Jahr 518 an 30 Jahre als Abt seines Klosters in Lanwethinoc, das später nach ihm Petrocston genannt wurde, und betrieb von dort die Missionierung Südwestenglands zum Christentum. Das Kloster einschließlich der Kirche wurde im Jahr 981 bei einem Einfall der Dänen zur Zeit des dänischen Königs Harald I. zerstört.
Die Bedeutung des 564 in Bodmin verstorbenen Heiligen Petrock für Padstow ist neben der Wirkungstätigkeit des Klosters in der Ableitung des Stadtnamens von dem Missionar zu sehen. Der Name Padstow geht auf das ursprüngliche „The holy place of St. Petrock“ zurück. Statt des Klosternamens „Petrocston“ bekam der Ort im 14. Jahrhundert die englische Bezeichnung „Stowe“ als Bezug auf den „heiligen Ort“ an den Namen des St. Petrock als „Petroc’s Stowe“ angehängt. Daraus bildete sich später das heutige „Padstow“, in dem der Name des wichtigen kornischen Heiligen fortlebt.

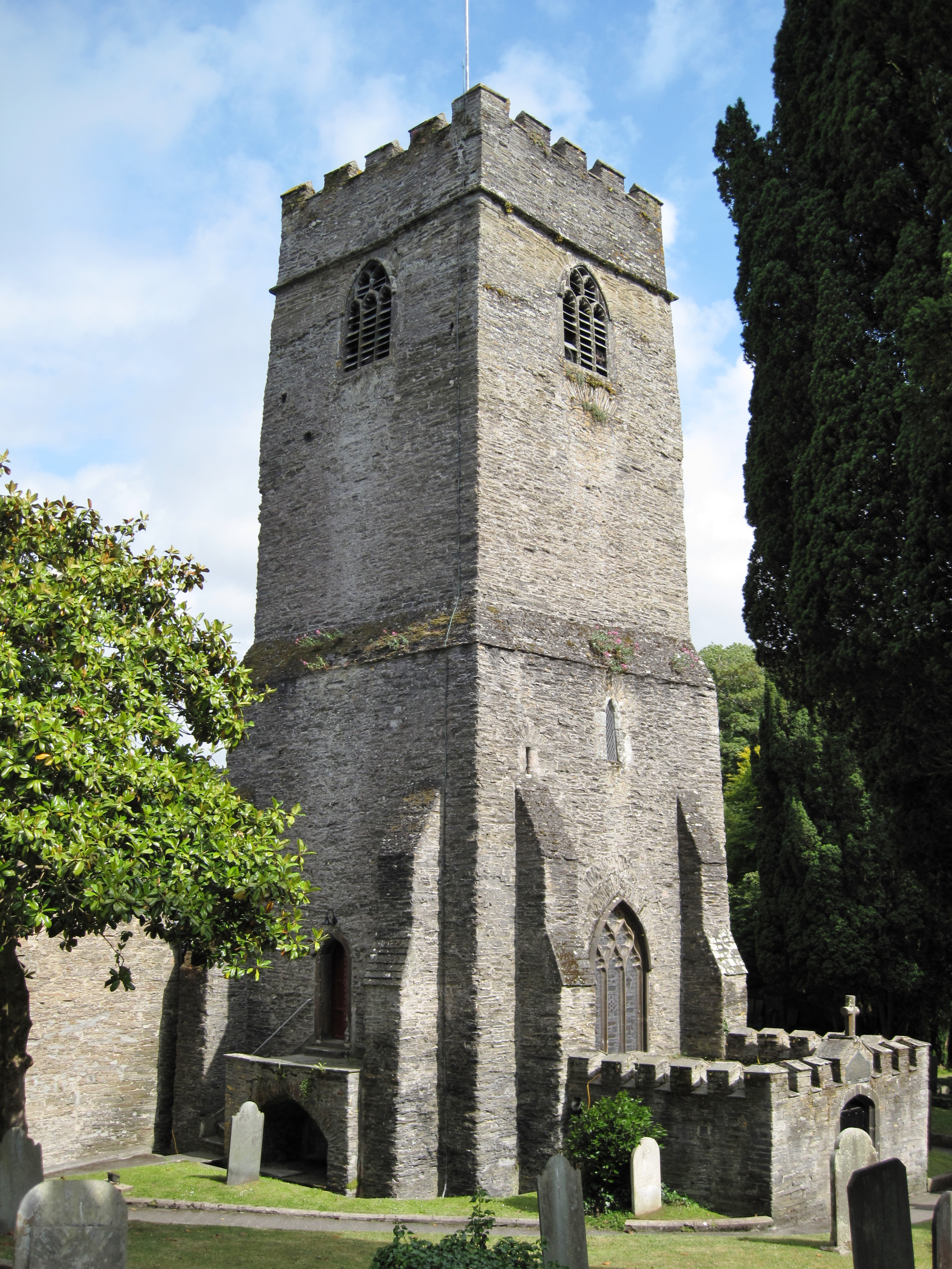
Kirchturm von St. Petroc

Das Kloster wurde nach der Zerstörung durch die Dänen nach Bodmin verlegt, wodurch Padstow unter das Priorat von Bodmin kam. Von der als Ersatz errichteten zweiten Kirche blieb nur das Fundament des Kirchturms erhalten. Die bis in die Gegenwart erhaltene Kirche St. Petroc in Padstow wurde zwischen 1420 und 1450 erbaut, nach anderen Angaben um 1415. Noch als sich das Kloster in Padstow befand, erhielt dieser als „heiliger Ort“ durch König Æthelstan das Recht auf Asyl, das es Kriminellen ermöglichte, hier Schutz vor Inhaftierung zu finden, was bis zur Reformation Bestand hatte. Wirtschaftlich lebte der Ort im Mittelalter vom Handel und der Fischerei. Über den Hafen bestanden Handelsbeziehungen nach Irland und in die Bretagne, zu deren Abwicklung die Gilde St. Petroc gegründet wurde.

### Neuzeit
In der Zeit der Reformation verlor die Kirche die Kontrolle über Padstow und ihre Ländereien gingen in den Besitz der Familie Prideaux über. Diese errichtete Ende des 16. Jahrhunderts auf dem ehemaligen Klostergelände ein herrschaftliches Landhaus und umgab dieses mit einem der ältesten Wildparks des Landes. Das Haus blieb bis heute als Stammsitz der Familie in ihrem Besitz. Es ist jedoch an einigen Tagen der Woche nachmittags zur Besichtigung geöffnet. Ebenfalls Ende des 16. Jahrhunderts lebte zeitweise Sir Walter Raleigh, ein englischer Seefahrer, Entdecker und Schriftsteller, in Padstow. In seiner Eigenschaft als Rektor von Cornwall war sein Courthouse am Flussufer des Camel zentrale Stelle zur Erhebung von Steuern und Gebühren. Das Haus steht noch heute, ist aber in Privatbesitz und der Öffentlichkeit nicht zugänglich.
Im 17. Jahrhundert, als die Bergwerke in Cornwall expandierten, diente der Hafen von Padstow der Verschiffung von Kupfererz nach Bristol und der Ausfuhr von Schiefer aus den Steinbrüchen nahe dem Fluss Camel. Während des 19. Jahrhunderts erlebte der Schiffbau einen Aufschwung und eine Reihe von Werften wurde gegründet. Grund war die florierende Fischwirtschaft und der zunehmende Warenverkehr. Aus Cornwall wurden zunehmend Produkte wie Fisch, Weizen, Gerste, Hafer, Käse und Mineralien ausgeführt, wohingegen man unter anderem Waren aus Irland, Frankreich, Wales, Skandinavien und Russland importierte. Von Padstow aus verkehrten Frachtschiffe regelmäßig unter anderem nach New Brunswick und nach New York City. Zur Sicherung des Hafens von Padstow wurde dieser ausgebaut und vor 1827 das erste Rettungsboot stationiert. Der Standort des Bootes befindet sich heute bei Trevose Head, am offenen Meer nordwestlich der Stadt.

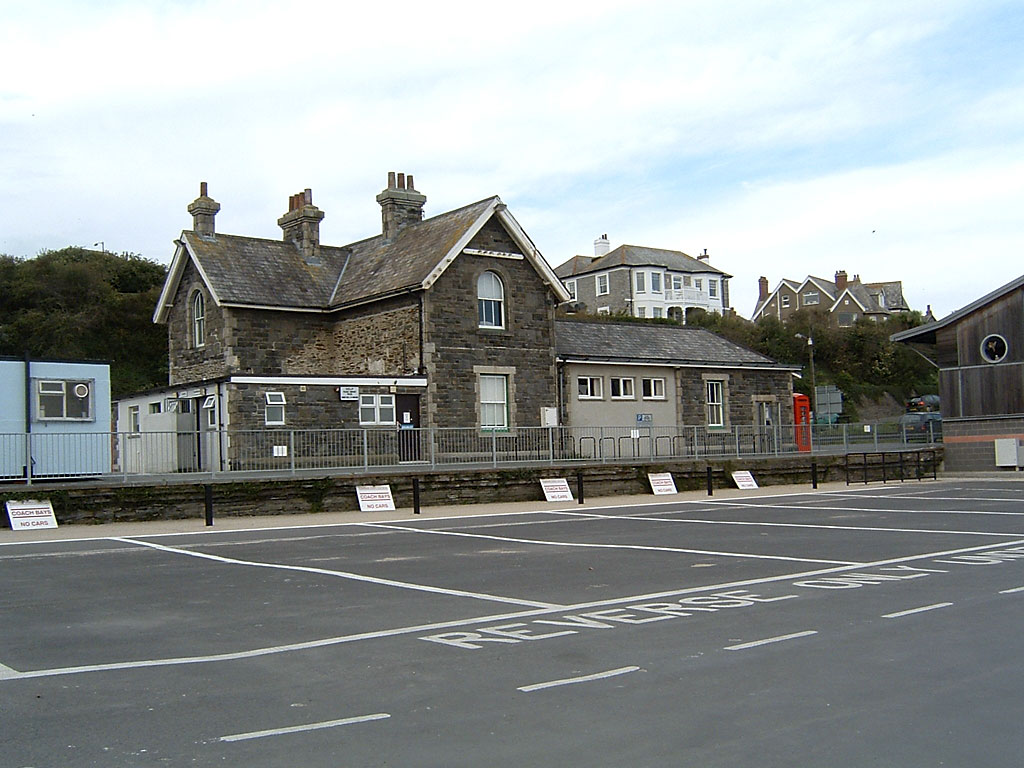
Alter Bahnhof

Im Jahr 1899 bekam Padstow einen Anschluss an die Eisenbahn. Die Stadt war Endpunkt der von Halwill über Launceston und Wadebridge verlaufenden 84 Kilometer langen Strecke der North Cornwall Railway, einer Tochtergesellschaft der London & South Western Railway. In Halwill bestand Anschluss an die Hauptstrecke der London & South Western Railway und damit über Exeter eine durchgängige Bahnverbindung in die Hauptstadt London. Die zur Anbindung des Hafens aus wirtschaftlichen Gründen erbaute Bahnlinie förderte den Beginn des Aufkommens des Tourismus in der Stadt.
Im Verlauf des 20. Jahrhunderts kam es zu einem Rückgang der Fischwirtschaft, was durch die Schließung der Bahnlinie nach Padstow im Jahr 1967 noch befördert wurde. Der Tourismus hingegen erlangte eine immer größere Bedeutung für die Stadt. So wurde die ehemalige Bahntrasse in einen Wander- und Radwanderweg umgewandelt, den inzwischen 27,8 Kilometer langen Camel Trail über Wadebridge nach Bodmin. Im Hafen etablierte sich ein kleines Angebot kommerzieller Schifffahrt und auch die Fischerei erholte sich etwas durch den Verbrauch vor Ort und der näheren Umgebung.
| Jahr      | 1801  | 1821  | 1841  | 1861  | 1881  | 1901  | 1911  | 1921  | 1931  | 1951  | 1961  | 1971  | 1981  | 1991  | 2001  | 2011  |
| --------- | ----- | ----- | ----- | ----- | ----- | ----- | ----- | ----- | ----- | ----- | ----- | ----- | ----- | ----- | ----- | ----- |
| Einwohner | 1.332 | 1.700 | 2.145 | 2.341 | 2.109 | 1.566 | 2.480 | 2.180 | 2.465 | 2.852 | 2.675 | 2.780 | 2.625 | 2.845 | 3.162 | 2.993 |

## Kultur und Sehenswürdigkeiten

### Gebäude

#### St. Petroc’s Church

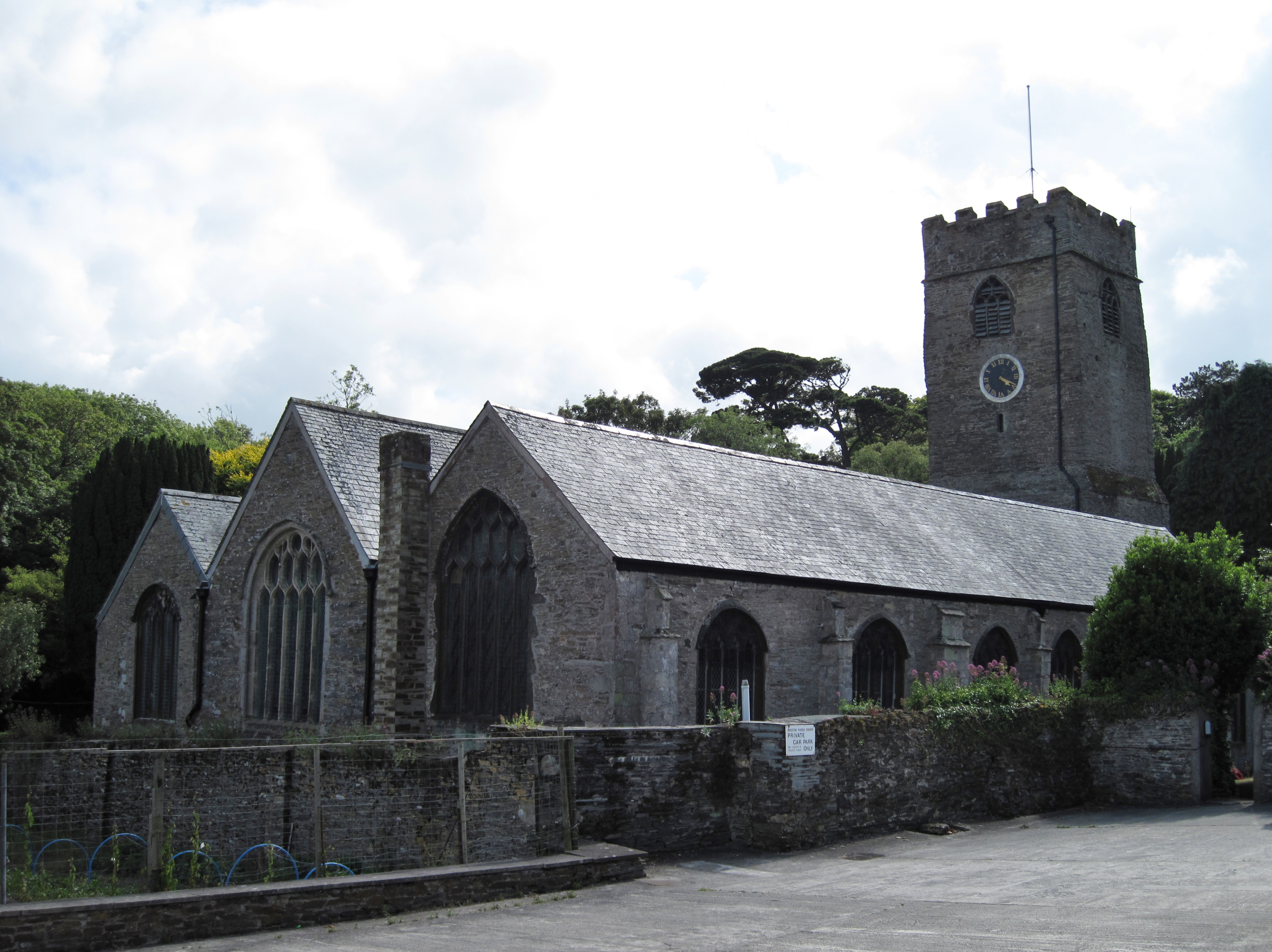
Kirche St. Petroc

Die anglikanische Kirche von Padstow St. Petroc ist dem Heiligen Petrock geweiht, der hier ab 518 lebte und 564 in Bodmin starb. Sie befindet sich an der Church Street und besteht aus einem Chor, dem Kirchenschiff, einem Nord- und einem Südgang. Der Glockenturm mit seinen sechs Glocken wurde an der Westseite des Gebäudes errichtet. Neben dem Turm befindet sich das Mausoleum der Familie Prideaux-Brune.
Laut den von Bischof Walter of Bronescombe angelegten Registern wurde der Kirchenbau am 28. September 1415 durch den Bischof von Exeter Edmund Stafford eingeweiht.

#### Padstow Museum
Das kleine Museum unweit des Hafens zeigt eine Sammlung von Artefakten aus der Geschichte Padstows der letzten zwei Jahrhunderte. Es wurde 1971 unter Leitung des pensionierten Bootsbauers Bill Lindsay von Einwohnern der Stadt gegründet. Das Museum befindet sich am Market Strand, etwa 50 Meter vom Hafen.

#### Prideaux Place

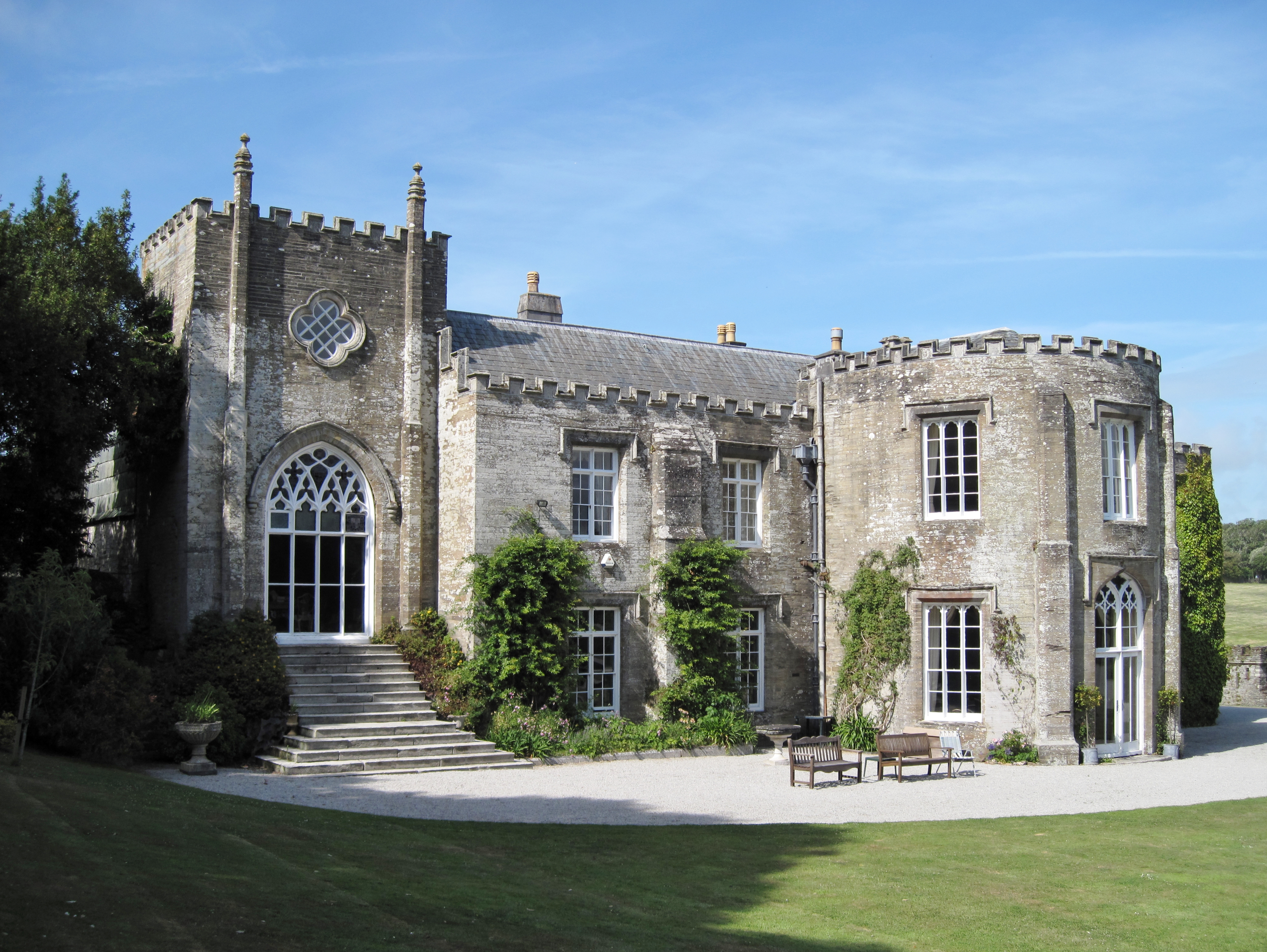
Landsitz Prideaux Place

Am nordwestlichen Stadtrand von Padstow am Ende der Church Street erhebt sich umgeben von einem 16 Hektar großen Park das Haus der Prideaux-Familie. Der elisabethanische Landsitz wurde 1592 auf einem „E“-förmigen Grundriss errichtet. Das zweigeschossige Gebäude kann im Rahmen von Führungen besichtigt werden.

### Feste

#### ’Obby ’Oss festival
Das Fest am 1. Mai mit dem eigentlichen Namen „Hobby Horse“ (kornisch „Hobihors“; englisch für „Steckenpferd“) beginnt um Mitternacht mit dem Singen des „Morning Song“ durch die Bewohner von Padstow. Der Ort wird um einen Maibaum mit Blumen und frischem Grün geschmückt. Am Tage tanzen ganz in schwarz gekleidete und mit grausamen Masken versehene Einwohner durch die Straßen der Stadt, die „’Obby ’Osses“, stilisierte Pferde darstellend, getrieben von „Teasers“, Keulen schwingenden Männern. Am Ende des Tages besingt die Menge den Tod des „’Obby ’Oss“ bis zur Auferstehung in der Nacht zum 1. Mai des nächsten Jahres. Die Ursprünge des Festes sind unklar, man führt es jedoch auf einen alten Fruchtbarkeitsritus zurück, möglicherweise dem keltischen Beltane-Fest.

#### Mummer’s Day
Mummer’s Day oder auch Darky Day ist eine Tradition, am zweiten Weihnachtsfeiertag und dem Neujahrstag bei einem Umzug durch die Stadt Minstrel-Lieder zu singen. Die Gesichter sind dabei schwarz bemalt. Der Brauch geht ursprünglich auf heidnische Mitwinterfeste (Yule) in Cornwall zurück.

## Söhne und Töchter der Stadt
- Matthew Quintal (* 1766, † 1799), britischer Seemann und Meuterer auf der Bounty
- Rob Barff (* 1974), Autorennfahrer